# پیرکو امتا
پیرکو امتا (انگلیسی: Pirkko Määttä؛ ۷ مارس ۱۹۵۹ – ) اسکی‌باز صحرانوردی اهل فنلاند بود.